# Klasszicizmus

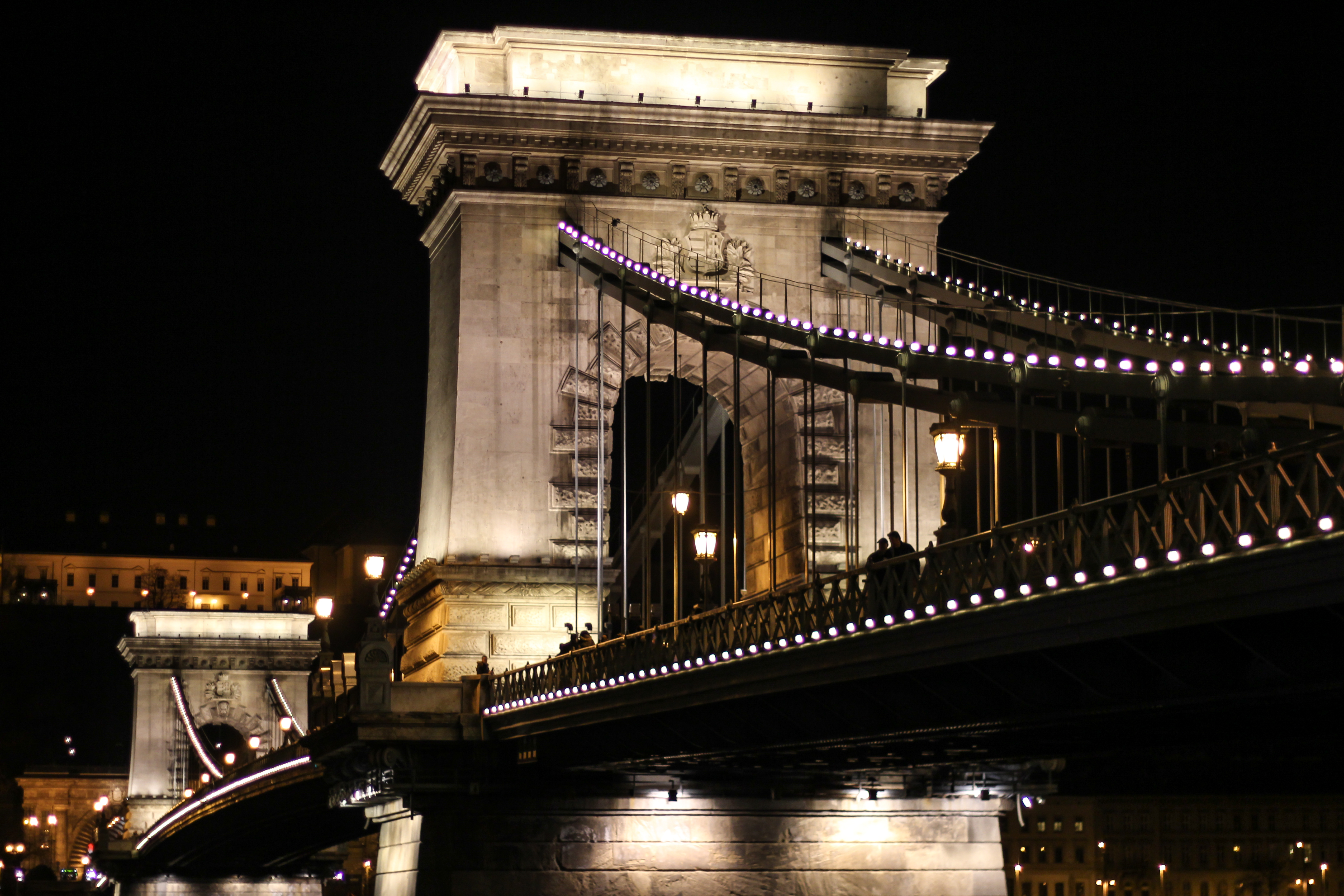
A Lánchíd, William Tierney Clark alkotása

A klasszicizmus a 18. század második felétől a 19. század elejéig uralkodó stílustörténeti korszak és korstílus. Neve a latin classis szóból ered, melynek jelentése ’osztály’. Olyan művészeti irányzat, amely a múlt, főként az ókori görög-római alkotásokban megvalósuló eseményeket, szabályokat, hagyományokat tartja követendő példának.
A 18. században mindenhonnan Rómába sereglettek a művészek, mert meg akarták ismerni az „antik világ”, vagyis az ókori görög és római kultúra fennmaradt emlékeit. Az ókor iránti érdeklődést fokozták a dél-itáliai romvárosokban (Pompeii, Herculaneum) 1748-ban kezdődött ásatások, valamint Johann Joachim Winckelmann német régész munkái. Európában az ókori, antik művészetet felelevenítő klasszicista stílus lett a divat. A francia forradalom és I. Napóleon idején teljesen eluralkodott és virágzott ez a stílus.
Habár a klasszicizmus bölcsője Róma volt, a legnagyobb fejlődését mégis Franciaországban élte. Winckelmann esztétikája, melyet a Gondolatok a görög festészet és szobrászat remekeinek utánzásáról című művében fejtett ki, kimondta, hogy csak egyetlen művészi szépség van, amit már az ókori művészet is elért: a mérték, a szimmetria, a rend és az egyszerűség. Szerinte ez az arányos emberi alakban rejlik. A klasszicisták fennkölt és harmonikus szépségideálja szembeszegült a barokk és rokokó nyugtalanságával.
A klasszicizmus szellemi hátterét a felvilágosodás korában kialakult polgári kultúra adta, amely természetességre, a jelenségek észszerű magyarázatára törekedett. Teljes diadalra a francia forradalom segítette, melynek vezetői előtt a görög demokrácia példája lebegett. A mindennapi életben is divatba jött az antik kultúra, a női ruhaviseletben éppúgy, mint a bútorkészítésben. A napóleoni klasszicizmust empire stílusnak is nevezik.
A klasszicizmust néhány országban neoklasszicizmus néven ismerik (például angol neoclassicism), míg nálunk ez a kifejezés a 19. század végétől, a historizmus keretében divatossá vált „új-klasszicizmust” jelenti. Nem keverendő össze a 20. századi képzőművészeti irányzattal, amely szintén neoklasszicizmus néven ismert.

## Általános meghatározás
A klasszicizmus a filozófia egy ága, mely az irodalmon, az építészeten, a képzőművészeten és a zenén keresztül nyert kifejezést, melynek antik görög és római gyökerei vannak, továbbá hangsúlyt helyez a társadalomra. Különösen a felvilágosodás korában volt jellemző.
A klasszicizmus először az olasz reneszánsz idején jelent meg, Bizánc bukásakor ugyanis rengeteg információ került elő az európai antikvitásról. Addig az antikvitásra mint a kereszténység I. Konstantin megtérésétől számított történetére gondoltak. A reneszánsz klasszicizmus számtalan újdonságot adott az európai kultúrának, pl. a matematika és az empirizmus művészetbe emelését, a humanizmust, az irodalmi és képzőművészeti realizmust, a formalizmust. Ugyancsak bemutatta a többistenhitet, ill. pogányságot, megjelent az ősi és a modern elhatárolása.
A reneszánsz klasszicizmusa előkészítette, a "klasszikus" új, 16. és 17. századi értelmezését. Ebben az időszakban a klasszicizmus a rendezettség, a kiszámíthatóság  strukturális jegyeit nyíltabban mutatta, a fegyelem és a pedagógia fontosságát, ill. a művészeti- és zeneiskolák alapítását hangsúlyozta. XIV. Lajos udvara volt az irányzat ezen formájának központja, az olümposzi istenekre való utalások az abszolutizmus, ennek axiomatikus és deduktív érvelés iránti odaadása, továbbá a rend és kiszámíthatóság iránti szeretete szimbolikus kellékeiként szolgáltak.
Ebben az időszakban a klasszikus művészeti formák, mint pl. a görög dráma és zene újraéledtek. A modern európai opera a tánc és az éneklés görög norma szerinti színházi kombinációjának újjáélesztési kísérleteiben gyökerezett. Megemlítendő például Dante, Petrarca, továbbá Shakespeare költészete, ill. színházi munkája. Különösen a Tudor-kori drámák alapját jelentették klasszikus ideálok, ezen műveket tragédiák és komédiák közé sorolták. Az ógörög elsajátítása kiegészítette a hét szabad művészetet.
A reneszánsz is visszatért a görög és római antikvitással azonosított építészeti stílusokhoz és technikákhoz, beleértve az arany téglalapot mint az épületek alapvető arányát, az oszlopok klasszikus sorrendjét, továbbá rengeteg díszt. Képzőművészeti formák is újjáéledtek, pl. a bronzöntés a szobrászatban, a klasszikus naturalizmus lett a festészet, a grafika és a szobrászat alapja.
A felvilágosodás kora az antikvitás egy olyan víziójával azonosította magát, mely az előző évszázad klasszicizmusát folytatta, de hatott rá Sir Isaac Newton fizikája, a gépészet és a mértékegységek fejlesztése, továbbá a felszabadulás érzése, melyet beleláttak a görög civilizációba, különösen annak a Perzsa Birodalom elleni küzdelmeibe. A barokk díszes, szerves és bonyolultan egységbe rendezett formái átadták helyüket magukat klasszikusnak vagy neoklasszikusnak tartó, vagy annak címkézett mozgalmaknak.
A 19. század a klasszikus kort az akadémizmus előfutárának tekintette, akárcsak többek között az uniformizmust a tudományok terén, ill a precíz kategóriák létrehozását a művészetek világában. A romantikus korszak különböző mozgalmai, pl. a preraffaeliták az emocionalizmus és a szabálytalanság uralkodó trendje elleni klasszikus szembenállás képviselőiként tekintettek magukra. Ebben az időben a klasszicizmus már kellően érett volt ahhoz, hogy régebbi klasszikus mozgalmak újjáéledhessenek; pl. a reneszánszra a szerves középkori és a rendezett klasszikus művészet kombinálásának eszközeként tekintettek.
A 20. században sok változás történt a művészetekben és a tudományokban. A klasszicizmust egyaránt felhasználták azok, akik visszautasították vagy átmenetinek gondolták a politikai, tudományos és társadalmi változásokat és azok, akik elfogadták ezeket mint a 19. század vélt súlyát meghaladó eszközöket.
Napjaink filozófiájában a klasszicizmus különösen a társadalomban megfigyelhető apollóni-dionüszoszi hatásokra utal; ez a ráció, vagy legalább az értelem által vezérelt katarzis előtérbe helyezése az emocionalizmussal szemben.

## Az építészetben
A klasszicizmus főleg az építészetben alkotott maradandót. Uralmát az is biztosította, hogy a 19. század első felében a meginduló kapitalista gazdasági fejlődés új feladatokat támasztott az építészek elé. A polgári megrendelőknek kiválóan megfelelt a klasszicizmus puritánsága, könnyen áttekinthető alaprajzi rendje, térosztása. Az építészetben az egyenes vonalak, a tiszta és egyszerű alaprajz, a vízszintes tagoltság és a szigorú arányok váltak jellemzővé. Az épületeken antik jellegű díszítményeket, oszlopokat, timpanont találunk. A legfontosabb feladat az új igényeknek megfelelő lakások építése, azon belül elsősorban a soklakásos városi bérház. A lakóházak – a bérpaloták – megjelenése általában palotaszerű, a fényűző pompa helyébe azonban a hivalkodástól mentes, szerényebb díszítés lép. Fő törekvés a lakályosság, a meghitt polgári kényelem biztosítása.
Az építészet is az ókort vette alapul. Egész Európában az antik templomok mintáját követték, függetlenül attól, hogy mit építettek, templomot, tőzsdepalotát, múzeumot vagy színházat. Ezzel a stílussal kezdődik az építészeti historizmus. Az épületek arányosak, harmonikusak, de nem funkcionálisak. Ekkor épült Párizsban a rómaihoz mindenben hasonlító Panteon, a Zeusz isten athéni szentélyét mintázó Madeleine-templom, majd a római diadalívek mintájára a Carousell és a Place de Gaulle téri Diadalív is. Az ókori domborműves oszlopok, például a római Traianus-oszlop ihlette a Vendôme tér bronz emlékoszlopát. Ebben a stílusban épült a londoni British Museum, a washingtoni Capitolium, a szentpétervári Izsák székesegyház, a budapesti Nemzeti Múzeum és a debreceni Református Nagytemplom is.

### Építészek és épületek

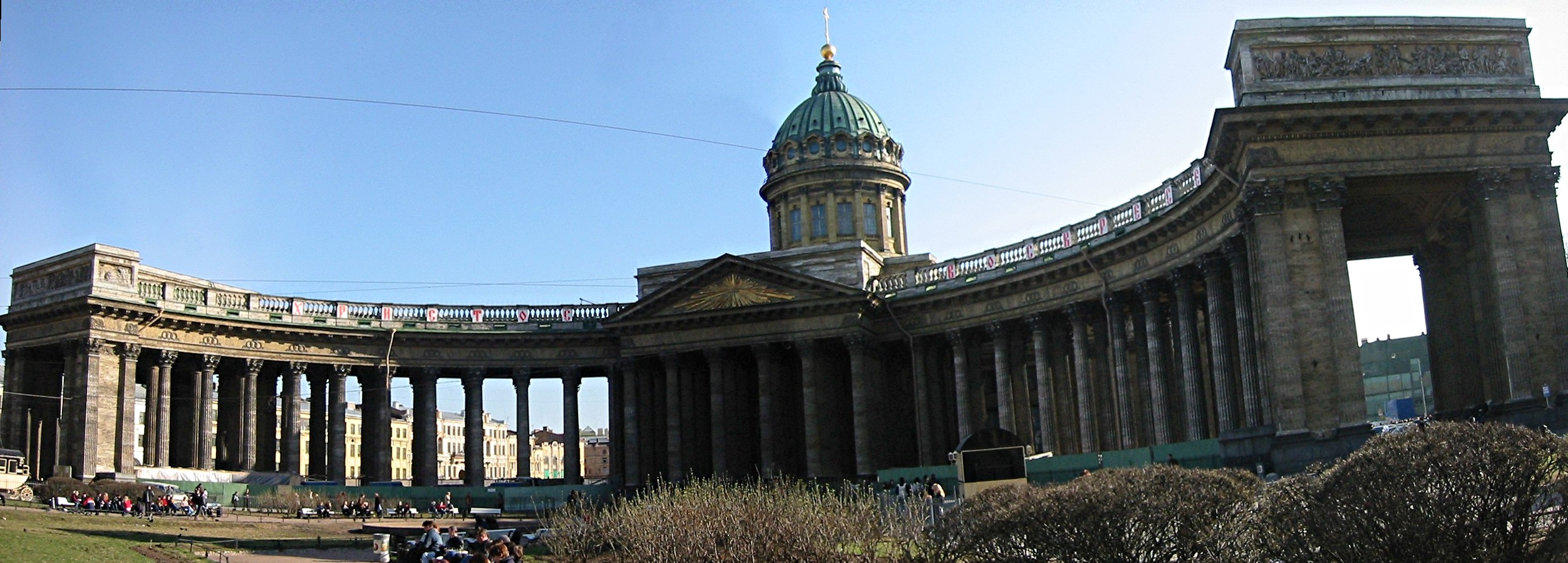
A Kazanyi-székesegyház (Szentpétervár)

- Jean François Chalgrin (1739-1811) – Párizs: Odeon színház, Étoile diadalív
- Charles Percier (1764-1838) és Pierre François Léonard Fontaine (1762-1853) – Párizs: Carrousel ív, Rue de Rivoli
- Pierre Alexandre Vignon (1763-1828) – Párizs: Madeleine-templom
- Alexandre Théodore Brongniart (1739-1813) – Párizs: Tőzsdepalota
- Robert Adam (1728-1792) – Keddleston Hall
- John Naxh (1752-1835) – Regent Street és a Regent’s Parkot körülfogó házsor
- Robert Smirke (1784-1867) – London: British Museum
- Karl Friedrich Schinkel (1781-1841) – Berlin: Altes Museum, Schauspielhaus
- Leo von Klenze (1784-1864) – München: Régi Képtár (Alte Pinakothek) és a Szobortár (Glüptothek), Regensburg: Walhalla
- Andrej Nyikiforovics Voronyihin (1759-1814) – Szentpétervár: Kazanyi-székesegyház
- Andrejan Dimitrijevics Zaharov (1761-1811) – Szentpétervár: Admiralitás

## A szobrászatban

Antonio Canova: Ámor és Psyché (1787-1793) Párizs, Louvre

A szobrászok szintén az ókori klasszikus műveket tekintették mintaképül, s örök szépségű alkotásokat akartak létrehozni. Az arányok harmóniájára, a felület gondos kidolgozására törekedtek. Fő témájuk a görög-római mitológia lett, valamint művészek, politikusok mellszobrainak készítése római mintára. A szobrokat hűvös nyugalom jellemzi, valami örök, de élettől távoli. A mezítelen test természetessége, dísztelen egyszerűsége érvényesül.
A kor legnagyobb szobrásza Antonio Canova. Szobraira jellemző a klasszicizmus minden tulajdonsága. Márványszobraival Napóleont és családtagjait dicsőítette. Legismertebb műve a Paolina Borghesét antik Venusként ábrázoló szobor.
A klasszicizmus híressége a magyarok közül Ferenczy István.

### Jelentős szobrászok
- Antonio Canova (1757-1822)
- Jean-Antoine Houdon (1741-1828)
- Bertel Thorvaldsen (1777-1844)
- Lorenzo Bartolini (1777-1850)
- Pompeo Marchesi (1789-1855)
- Pietro Tenerani (1798-1869)
- Thomas Banks (1735-1805)
- Josef Nolekens (1737-1828)
- Horatio Greenough (1815-1852)
- Johann Heinrich Dannecker (1758-1841)
- Johann Gottfried Schadow (1764-1850)
- Christian Daniel Rauch (1777-1857)
- Franz Anton Zauner (1746-1822)
- Johann Martin Fischer (1740-1820)
- Josef Klieher (1773-1850)

## A festészetben és a grafikában

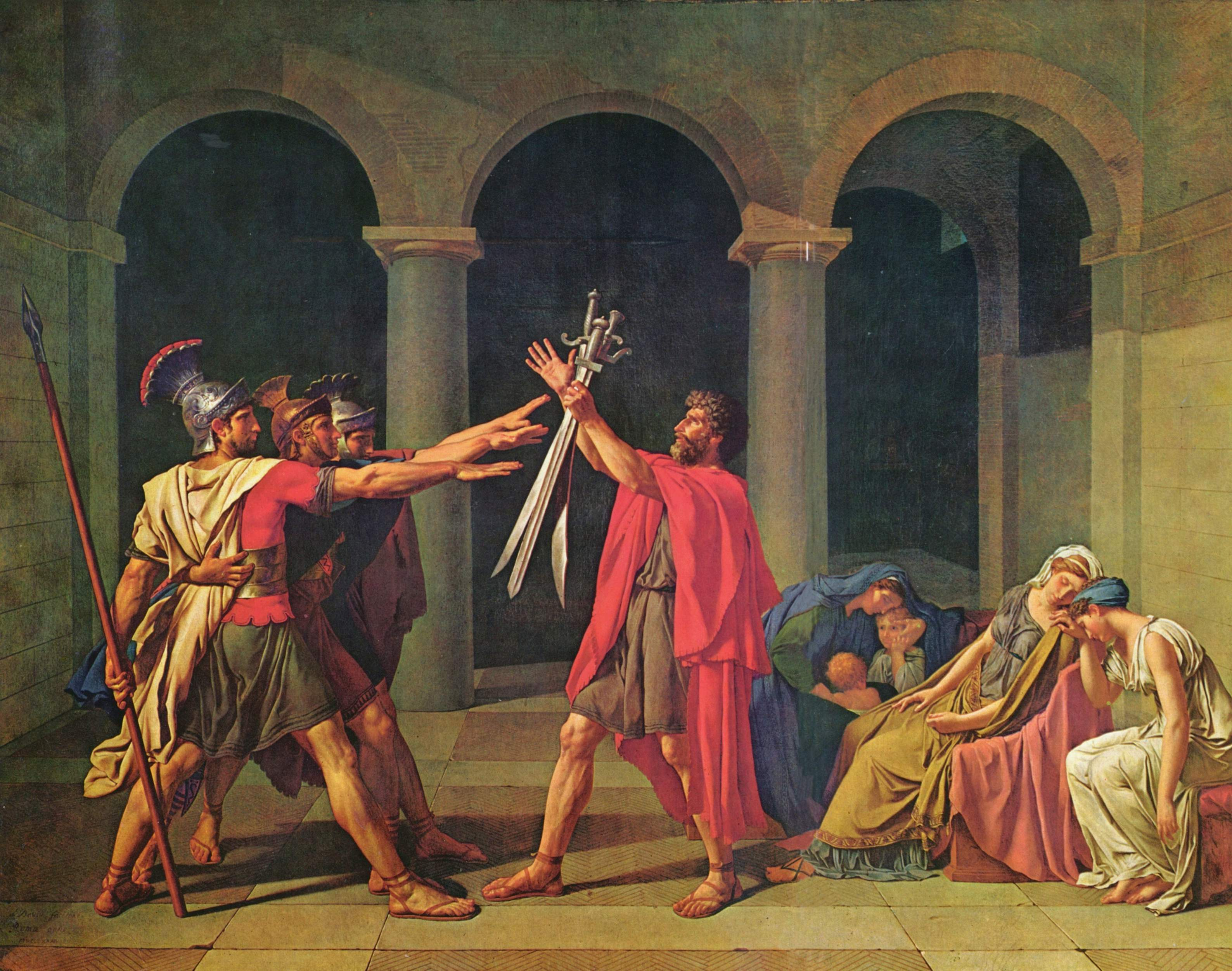
Jacques-Louis David: A Horatiusok esküje (1784)

A festőknek nehezebb dolguk volt az antik minták keresésével, mint a szobrászoknak, hiszen az ásatások csak nagyon kevés leletet tártak fel az antik festészet köréből. Ezért a festészetben reprodukálták az antik szobormintákat és előírásokat, s megörökítették az ókori történelem hőseit. A festmények szerkezete áttekinthető, világos, az alkotók a barokk festőivel ellentétben kerülték a heves mozgások ábrázolását, az élénk színeket.
A klasszicisták a festészettel szemben sokszor előnyben részesítették a rajzot, mely precíz és tiszta vonalú. A szín másodrangúvá válik, nem fokozhatja le a rajz értékét. A színeket általában csak harmonikus, telítetlen tónusok, egyenletes, vékony rétegek formájában alkalmazzák. Ez a festésmód nagyon távol áll a korábbi korszak festőinek (Watteau vagy Fragonard) spontán rögtönzésen alapuló művészetétől. A klasszicistáknál nincs sötét-világos kontraszt sem, nincs semmi, ami megzavarná a nyugalmat és valamilyen érzést fejezne ki. Mivel a klasszicista stílus az antik szobrokat vette alapul, a kompozíció fríz alakú és előtere hangsúlyos.

Jean Auguste Dominique Ingres:Homérosz

A klasszicizmus esztétikája nagyon hasonlít a reneszánszéhoz, kivéve a térábrázolást. A tér mélysége a klasszicista festészetben leszűkült, sokszor azonnal az alak mögött, szinte az előtérben véget ér, fal vagy drapéria zárja le.
E kor legtehetségesebb festője Jacques-Louis David. Történelmi témájú kompozíciókat, az ókori és kortárs hősök tetteit festette meg. Híres művei: A szabin nők , Marat halála, Napóleon megkoronázása, A Horatiusok esküje stb. Ezeket a forradalom kitörése és ideje alatt festette, azért hogy erkölcsi tanulságul szolgáljanak a forradalmároknak, hogyan kell harcolni és meghalni az elveikért. Portrékat is festett, ilyen például a Madame Récamier portréja, amely a tér egyszerűsége, a kontúrok finomsága és nemessége lévén vált jelentőssé.
A klasszicizmus képviselője volt Jean Auguste Dominique Ingres is, bár ő akkor alkotott, amikor már a romantika uralkodott. Ő is a rajzot részesítette előnyben, és azt tartotta hogy ha egy kép jól meg van rajzolva, akkor jól ki is van színezve. Egyes képei ugyanakkor arról tanúskodnak, hogy vonzotta a romantika is, mind témában, mind formailag. Klasszicista képeire a vonal, a precíz és hosszú kontúr jellemző.

### Jelentős festők
- Giovanni Battista Piranesi (1720–1778)
- Francisco José de Goya y Lucientes (1746–1828)
- Anton Raphael Mengs (1728–1779)
- Johann Joseph Zoffany (1733–1810)
- Heinrich Füger (1751–1818)
- Peter Cornelius (1783–1867)
- Asmus Jakob Cartens (1754–1798)
- Jacques-Louis David (1748–1825)
- Antoine-Jean Gros (1771–1835)
- Jean Auguste Dominique Ingres (1780–1869)
- Pierre-Paul Prud’hon (1758–1823)

## Az irodalomban
A klasszicista irodalom merev szabályokat alkotott meg, hogy minél inkább hasonlítson az antik példaképre. Az érthetőség, a világos, áttekinthető kompozíció alapkövetelmény volt. Kifejezésmódjára általában jellemző a nyugodt fegyelmezettség, világosság és egyszerűség. Az egyszerűség nem hétköznapiságot, hanem választékosságot, nagyfokú műgondot feltételezett. Főbb műfajai: eposz, tragédia, óda, epigramma, tanmese, szatíra, episztola.
A klasszicizmus esztétikája szerint a természetet kell ábrázolni, de csak a szépet. A nemes egyszerűség a jellemző mértéktartásban, a stílus fegyelmében testesült meg, a nyugodt nagyság pedig a világosságban és szabatosságban. A szerkezeti tagoltság, a választékosság, az átláthatóság a tudatos barokkellenességből is származott.

### Jelentős szerzők
- Johann Joachim Winckelmann (1717–1768)
- Christoph Martin Wieland (1733–1813)
- Johann Wolfgang von Goethe (1749–1832)
- Friedrich Schiller (1759–1805)
- Molière (1622–1673)
- Beaumarchais (1732–1799)
- Jean-Jacques Rousseau (1712–1778)
- René Descartes (1596–1650)
- Pierre Corneille (1606–1684)
- Jean Racine (1639–1699)
- Voltaire (1694–1778)

## A zenében
Bár az ókor zenéjéről keveset tudunk, a klasszicizmus a zenében sem ismeretlen fogalom. Gyakran – tévesen – a bécsi klasszikus stílust nevezik klasszicizmusnak. Ezzel szemben a zenében akkor beszélünk klasszicizmusról, klasszicizálásról, mint stíluselemről, amikor egy zeneszerző tudatosan valamely régebbi kor zenei ízlésének, stílusának megidézésére törekszik műveiben. A zenei klasszicizálás tipikus példája Igor Stravinsky neoklasszikus korszakából származó műve, a Pulcinella című balett.
Az eredeti értelemben vett - tehát a klasszikus ókor ideáljainak felélesztésére való törekvésben megnyilvánuló - klasszicizmusra is van példa a zenetörténetben, bár ez nem annyira konkrét zenei fordulatokban, sokkal inkább elvont filozófiai, esztétikai elvekben (és az ezekből következő kompozíciós technikákban) nyilvánul meg. A szólómadrigál, majd ennek révén a korai opera megszületése példázza az ilyen filozófiai-esztétikai klasszicista törekvés eredményét. A 17. század hajnalán a firenzei Camerata, majd később jelentős zeneszerzők és zeneteoretikusok (közöttük pl. Claudio Monteverdi V. magrigálkötetének előszavában) kimondott célul tűzte ki olyan zenés színjátszás megalkotását, amely a klasszikus görög színház mintájára valósítja meg költészet, zene, dráma, tánc, képzőművészet és színészi játék egységét (egyfajta korai összművészeti eszme égisze alatt), és amelyben a zene nem mint öncél, hanem mint a többi művészeti ág kiegészítője, kísérője jelenik meg. Később, a 18. század derekán Christoph Willibald Gluck ugyanezen eszmék mentén hirdette meg operareformját, amelyben az opera 17. századi klasszikus eszményeihez kíván visszatérni a balett és a kórus jelentőségének növelésével, a cselekményt, a szöveget előtérbe helyezve a zenei túlkapásokkal, a sztárénekesek feltűnési vágyát kielégítő zárt számos operakomponálással szemben, amely szinte pusztán recitativók és áriák egymásutánjára redukálta a korábban sokszínű műfajt. A német opera, a Singspiel (daljáték) később Mozart, majd Weber, végül Wagner és az ő követőinek (elsősorban Richard Strauss) művészete ennek a glucki hagyománynak világos folytatása.

## A klasszicizmus Magyarországon

### Az építészetben

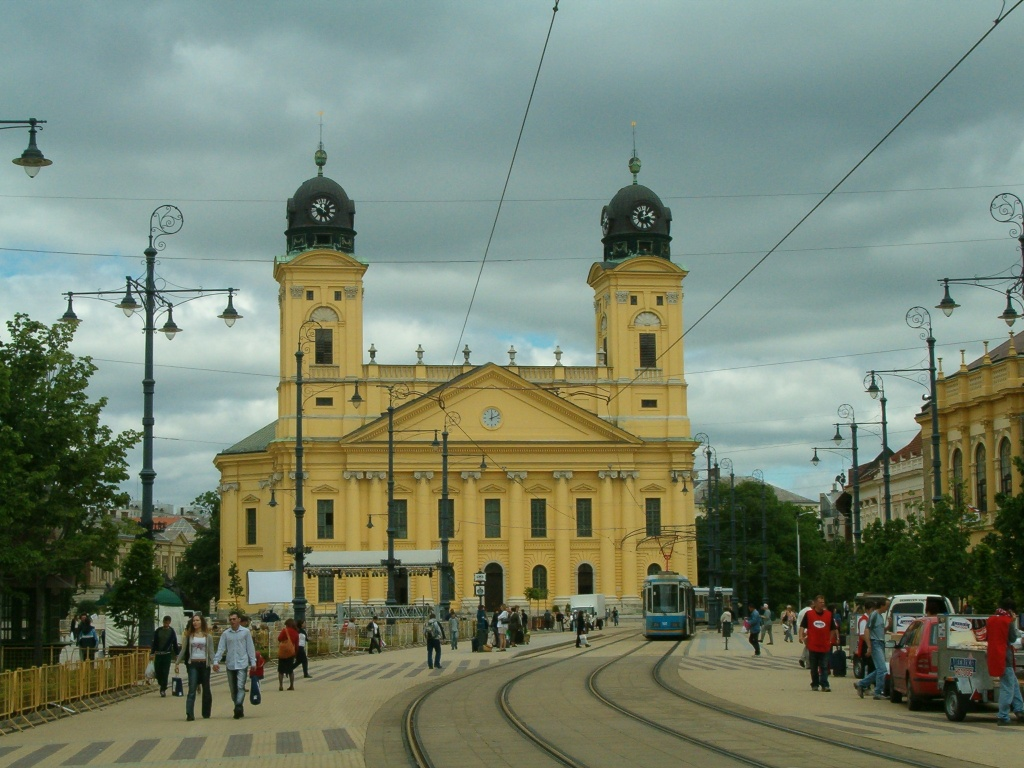
A debreceni Nagytemplom

Néhány jelentős klasszicista alkotás:
- William Tierney Clark (1783–1852) – Budapest: a Lánchíd és az Alagút
- Péchy Mihály (1755–1819) – Debrecen: Nagytemplom és a mellette épült Kollégium
- Pollack Mihály (1773–1855) – Budapest: Nemzeti Múzeum, Szekszárd: Megyeháza
- Hild József (1789–1867) – Eger: Székesegyház, Esztergom: Főszékesegyház, Szilvásvárad: Református templom
- Packh János (1796–1839) – Esztergom: Szt. Anna templom

### A szobrászatban
- Ferenczy István (1792–1856)
- Dunaiszky Lőrinc (1784–1833)
- Marco Casagrande (1806–1880)
- Huber József (1777–1832)
- Klieber József (1773–1850)

### A festészetben
- Brocky Károly (1807–1855)
- Id. Markó Károly (1791–1860)
- Barabás Miklós (1810–1896)
- Borsos József (1821–1883)
- Szentpéteri József (1781–1862)

### Az irodalomban
- Csokonai Vitéz Mihály (1773–1805)
- Fazekas Mihály (1766–1828)
- Kazinczy Ferenc (1759–1831)
- Berzsenyi Dániel (1776–1836)
- Batsányi János (1763–1845)
- Szentjóbi Szabó László (1767–1795)
- Verseghy Ferenc (1757–1822)
- Virág Benedek (1754–1830)